# Gerbépal
Gerbépal is een gemeente in het Franse departement Vosges in de regio Grand Est en telt 503 inwoners (1999). De plaats maakt deel uit van het arrondissement Saint-Dié-des-Vosges.

## Geografie
De oppervlakte van Gerbépal bedraagt 19,3 km², de bevolkingsdichtheid is 26,1 inwoners per km².
De onderstaande kaart toont de ligging van Gerbépal met de belangrijkste infrastructuur en aangrenzende gemeenten.

## Demografie
Onderstaande figuur toont het verloop van het inwonertal.
Anould · Arrentès-de-Corcieux · Aumontzey · Ban-sur-Meurthe-Clefcy · Barbey-Seroux · La Chapelle-devant-Bruyères · Corcieux · Fraize · Gérardmer · Gerbépal · Granges-sur-Vologne · La Houssière · Liézey · Plainfaing · Le Valtin · Vienville · Xonrupt-Longemer